# デジタルフォルン
株式会社デジタルフォルン（英: DIGITAL VORN CO., LTD.）は、ビシネスコンサルティング、ビジネスシステムソリューション、デバイスシステムソリューション、メカニカルデザインソリューション事業を行っている企業。本社は横浜と東京に所在。代表取締役は、蕭敬如。

## 沿革
- 1961年4月 創業
- 1963年5月 大洋工業設計株式会社を設立（横浜市中区）し、機械設計業務開始
- 1971年4月 プリント設計基盤業務の開始
- 1971年6月 カードパンチ業務及び、ソフトウェア開発業務開始
- 1974年2月 カードパンチ部門を分離独立して株式会社大洋計算センターを設立
- 1976年11月 機械・電気設計をはじめ回路設計業務の開始
- 1985年4月 中国から研修生受け入れ開始
- 1985年12月 特定派遣の申請を行い派遣事業を開始
- 1988年4月 中国進出：大洋・阿斯克(北京)有限公司を設立
- 1992年8月 大洋工業設計株式会社と株式会社大洋計算センターが合併し、現「株式会社大洋システムテクノロジー」を設立
- 1998年7月 本社を横浜市西区みなとみらいに移転
- 2000年7月 首都圏への営業展開のため東京事業所を開設
- 2000年10月 技術文献の翻訳事業を目的として現株式会社ティーピーエスを設立
- 2006年11月 ビジネスコンサルティング事業を開始
- 2008年4月 中科創達軟件股份有限公司に出資
- 2008年11月 千代田区霞が関に東京本社を開設
- 2011年4月 JISQ27001を取得
- 2011年7月 TAIYO GLOBAL BUSINESS(HK) LIMITEDを設立
- 2012年5月 大洋正銘諮詢有限公司に出資
- 2013年6月 莱康企業発展（上海）有限公司に出資
- 2013年12月 大洋創智科技(北京)有限公司を設立
- 2014年8月 厚木事業所を開設
- 2015年8月 大阪事業所を開設
- 2016年9月 投資関連事業とIT関連事業を分割し、新設分割会社「株式会社大洋システムテクノロジー」を設立
- 2019年9月 「株式会社デジタルフォルン」に商号変更

## 関連会社
国内
- 株式会社ティーピーエス
- 株式会社アナザーウェア
- 株式会社ハートソフト
- 株式会社大洋グローバルビジネス
- 株式会社大洋クラウドサービス
- 株式会社クライス
- 大洋中科SPC株式会社

海外
- TAIYO GLOBAL BUSINESS(HK) LIMITED
- 大洋創智科技（北京）有限公司
- 中科創達軟件股份有限公司
- 莱康企業発展（上海）有限公司
- 京知通科技有限公司
- 上海裕志健康咨詢有限公司

海外出資会社
- 大洋正銘諮詢有限公司